# Daniel Sunjata
Daniel Sunjata (* 30. prosince 1971, Evanston, Illinois, Spojené státy americké, jako Daniel Sunjata Condon) je americký filmový, televizní a divadelní herec. Jeho nejznámější rolí je Franco Rivera v televizním seriálu Zachraň mě.V roce 2013 se objevil v roli Paula Briggse v seriálu Graceland. Aktuálně hraje jednu z hlavních rolí v seriálu Notorious.

## Životopis
Narodil se a vyrostl v Chicagu ve státě Illinois. Je adoptovaným synem policejního dispečera a pracovníka zabývajícího se občanskými právy. Má irské, německé a africko-americké kořeny.
Absolvoval na Mount Carmel High School v Chicagu, kde se hrál na dvou celostátních fotbalových mistrovství. Vystudoval bakalářské studium na Florida A&M University a University of Louisiana v Lafayette. Poté získal magisterský titul v oboru dramatických umění na New York University's Tisch School of the Arts.

## Kariéra
První role přišla se seriálem Sex ve městě. Ve filmu Brother to Brother si zahrál roli Langstona Hughse a roli Jamese Holta, návrháře si zahrál ve filmu Ďábel nosí Pradu. Jako hasič, Franco Rivera, se objevil v seriálu Zachraň mě (2004–11). V roce 2012 si zahrál ve snímku Temný rytíř povstal. Za roli v Broadwayské produkci Take Me Out získal cenu Theatre World Award a nominaci na ceny Tony a Drama Desk Award. V roce 2016 se začal objevovat v hlavní roli seriálu Notorious, vysílaném na americké stanici ABC.

## Filmografie
| Rok  | Název                               | Role                | Poznámky |
| ---- | ----------------------------------- | ------------------- | -------- |
| 1998 | Večer tříkrálový aneb Cokoli chcete | Valentine           | TV film  |
| 2001 | Ztracené ideály                     | Christophe Mercier  | TV film  |
| 2002 | Česká spojka                        | Officer Carew       |          |
| 2004 | Melinda a Melinda                   | Billy Wheeler       |          |
| 2004 | Dárek z lásky                       | Marco               |          |
| 2004 | Brother to Brother                  | Langston Hughes     |          |
| 2006 | Ďábel nosí Pradu                    | James Holt          |          |
| 2009 | Bejvalek se nezbavíš                | Brad                |          |
| 2009 | Loose Change 9/11: An American Coup | Sám sebe, vypravěč  |          |
| 2010 | Patricia Cornwell: V ohrožení       | Detektiv Win Garano | TV film  |
| 2010 | Patricia Cornwell: Posedlost        | Detektiv Win Garano | TV film  |
| 2010 | Weakness                            | Alejandro           |          |
| 2012 | Slečna nebezpečná                   | Ranger              |          |
| 2012 | Zmizelá                             | Powers              |          |
| 2012 | Temný rytíř povstal                 | Captain Jones       |          |
| 2013 | Ukolébavka                          | Strážník Ramirez    |          |
| 2017 | Small Town Crime                    |                     |          |

| Rok        | Název                                     | Role                     | Poznámky |
| ---------- | ----------------------------------------- | ------------------------ | --- |
| 2000       | D.C.                                      | Lewis Freeman            | 7 dílů |
| 2000–04    | Zákon a pořádek: Útvar pro zvláštní oběti | Strážník/Technik         | 16 dílů |
| 2001       | All My Children                           | Zachary Pell             | |
| 2002       | Sex ve městě                              | Louis Leroy, USN         | díl: „Anchors Away“                                                                                               |
| 2003       | Ed                                        | Danny Martin             | díl: „The Case“                                                                                                   |
| 2004–11    | Zachraň mě                                | Franco Rivera            | 93 dílů Satellite Award v kategorii Nejlepší obsazení televizního seriálu                                         |
| 2005       | Zákon a pořádek                           | Kenny Tremont            | díl: „Mammon“ |
| 2006       | Love Monkey - Hoch se zlatým uchem        | Diego                    | 4 díly |
| 2007       | The Bronx is Burning                      | Reggie Jackson           | 8 dílů Nominace – NAACP Image Award v kategorii Nejlepší herec v TV filmu, mini-seriálu nebo dramatickém speciálu |
| 2008       | Great Performances                        | Christian de Neuvillette | díl: „Cyrano de Bergerac“                                                                                         |
| 2009       | Anatomie lži                              | Andrew Jenkins           | díl: „Blinded“ |
| 2010       | Studio 30 Rock                            | Chris                    | díl: „College“ |
| 2010––11   | Chirurgové                                | Zdravotní bratr Eli      | 8 dílů |
| 2012–13    | Smash                                     | Peter Gillman            | 4 díly |
| 2013–15    | Graceland                                 | Paul Briggs              | 38 dílů |
| 2016       | Notorious                                 | Jake Gregorian           | hlavní role, 10 dílů                                                                                              |
| 2017       | Animal Kingdom                            | Smurfův právník          | díl: „Betrayal“                                                                                                   |
| 2018–dosud | Manifest                                  | Danny                    | 3 díly |

| Rok  | Název            | Role                       | Poznámky |
| ---- | ---------------- | -------------------------- | -------- |
| 2002 | TOCA Race Driver | Nick Landers/James Randall | hlas     |

| Rok  | Název                               | Role                     | Poznámky |
| ---- | ----------------------------------- | ------------------------ | --- |
| 1998 | Večer tříkrálový aneb Cokoli chcete | Valentine                | |
| 2003 | Take Me Out                         | Darren Lemming           | Theatre World Award Nominace – Cena Tony v kategorii Nejlepší herec ve hře Nominace – Drama Desk Award v kategorii Nejlepší herec ve hře |
| 2007 | Cyrano z Bergeracu                  | Christian De Neuvillette | |
| 2013 | MacBeth                             | Macduff                  | |
| 2014 | The Country House                   | Michael Astor            | |
| 2018 | Saint Joan                          | Dunois z Orleans         | |